# 19994 Tresini
19994 Tresini este o planetă minoră (asteroid), cu un diametru de 5,24 km, din centura de asteroizi. A fost descoperită pe 13 octombrie 1990 la Observatorul Astrofizic din Crimeea⁠(d) de Lyudmila Karachkina⁠(d) și a fost numită după Domenico Trezzini⁠(d). 
Obiectul prezintă o orbită caracterizată de o semiaxă mare de 2,7755792 UAi, o excentricitate de 0,18, o înclinație de 8,07736 ° în raport cu ecliptica.